# Яффе, Рамон
Рамон Яффе (нем. Ramon Jaffé, первоначальная фамилия Йоффе; род. 2 ноября 1962 года, Рига) — немецкий виолончелист латвийского происхождения. Сын виолончелиста и медсестры. В 1971 г. вместе с семьёй репатриировался из Латвии в Израиль, с 1974 г. живёт в Германии.
Начал учиться музыке в музыкальной школе им. Дарзиня у своего отца Дона Йоффе (в эмиграции сменившего фамилию семьи на Яффе). Затем занимался под руководством Бориса Пергаменщикова и Давида Герингаса. В 1978 г. получил вторую премию на конкурсе дуэтов Концертино Прага (вместе с пианистом Маркусом Павликом).
В качестве ансамблевого музыканта на протяжении многих лет выступал в составе Берлинского трио имени Мендельсона и трио Belcanto-Strings. С 1994 г. руководит музыкальным фестивалем в австрийском городке Хопфгартен-им-Бриксенталь.
Среди основных записей Яффе — виолончельные концерты Антонина Дворжака и Бориса Блахера, альбомы камерной музыки Генриха фон Херцогенберга, Игнаца Мошелеса, Энрике Гранадоса.
Увлечение Яффе музыкой и танцем фламенко привело к созданию своеобразного трио Рамона Яффе, в составе которого он выступает вместе с гитаристом Геральдом Гюртлером и танцором Мигелете.